# Thereva macedonica
Thereva macedonica är en tvåvingeart som beskrevs av Krober 1937. Thereva macedonica ingår i släktet Thereva och familjen stilettflugor. Inga underarter finns listade i Catalogue of Life.